# Peñalosa-Ensemble

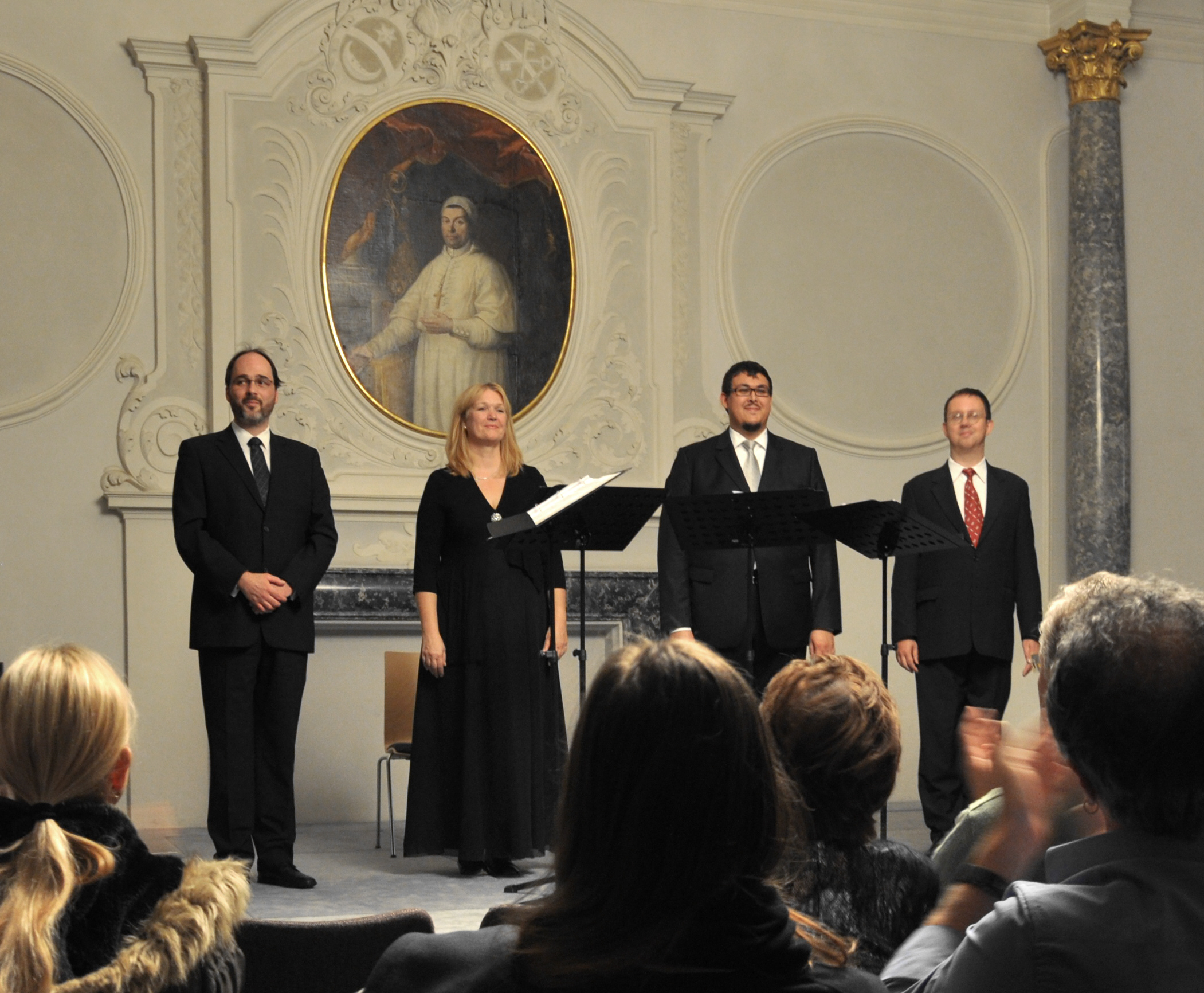
Peñalosa-Ensemble, 2013

Das Peñalosa-Ensemble ist ein Vokalensemble, dessen Mitglieder in Deutschland leben. Es wurde 1996 gegründet und hat sich vorwiegend auf die Interpretation der A-cappella-Musik von der Renaissance bis zum Frühbarock spezialisiert; in den letzten Jahren wandte sich die Formation auch der Musik der Romantik und der Musik des 20. und des 21. Jahrhunderts zu. Der Name des Ensembles leitet sich von dem bedeutenden spanischen Renaissance-Sänger und -Komponisten Francisco de Peñalosa (ca. 1470–1528) her.
Das Peñalosa-Ensemble wurde 1996 von Susan Eitrich (Sopran), Sebastian Mory (Altus), Andreas Puttkammer (Tenor) und Pierre Funck (Bass) gegründet. 1996 und 1998 nahm es an Meisterkursen vom Hilliard-Ensemble teil. Im Juli 2001 errang es beim 40. Internationalen Chor- und Vokalensemble-Wettbewerb Cesare Augusto Seghizzi in Gorizia in Italien den ersten Preis in der Kategorie Vokalensemble sowie einen Sonderpreis für die beste Interpretation eines polyphonen geistlichen Werks. Beim 38. Wettbewerb für Chöre und Ensembles in Tolosa (38 Tolosako Abesbatza Lehiaketa) im Jahr 2006 errang es den 2. Preis in der Kategorie Geistliche Musik.
Das Ensemble ist bei renommierten Festivals in Deutschland und dem europäischen Ausland aufgetreten und kann auf etliche CD-Publikationen zurückschauen, die in Fachpublikationen lobend rezensiert wurden. Seit dem Jahr 2007 hat das Vokalensemble jährlich einen Sommerkurs für A-cappella-Ensembles im Stift Urach veranstaltet. In den Jahren 2008, 2010 und 2012 veranstaltete das Ensemble das Reutlinger Renaissance-Festival in Reutlingen; im November 2012 wurde unter anderem die erste vollständig erhaltene Oper der Musikgeschichte aufgeführt, Rappresentatione di Anima, et di Corpo von Emilio de’ Cavalieri, und die einzig (leider nicht vollständig) erhaltene real 12-stimmige (und nicht dreichörige) Messe der frühen Renaissance, Et ecce terrae motus von Antoine Brumel aus dem Jahr 1510.
Von den Gründungsmitgliedern sind Susan Eitrich (Sopran) und Sebastian Mory (Altus/Tenor) nach wie vor im Peñalosa-Ensemble aktiv. Von 2017 bis 2024 bestand die vierstimmige Grundbesetzung des Ensembles aus Susan Eitrich (S), Gudrun Köllner (A), Sebastian Mory (T), Dietrich Wrase (B). Je nach Programm wirkten auch andere oder weitere Sängerinnen und Sänger mit, gegebenenfalls auch Instrumentalisten wie Andrea Baur und Thorsten Bleich (Lauteninstrumente), Szilárd Chereji (Viella) und Michael Metzler (historisches Schlagwerk).
Der Bass Dietrich Wrase starb im März 2024. Im Oktober 2024 gab das Peñalosa-Ensemble bekannt, es werde seine Arbeit mit Johannes Scherb-DaCol als Bass fortsetzen.

## CD-Aufnahmen
- In dulci jubilo: deutsche Choralvertonungen, lateinische Motetten und die Motivmesse Dixit Maria ad Angelum von Hans Leo Haßler (1564–1612); etliche Werke erstmals auf Tonträger.
- Doleo: Chansons und Motetten für Margarete von Österreich (1480–1530) von Pierre de la Rue, Ninot le Petit, Heinrich Isaac, Josquin des Prez, Constanzo Festa, Antoine Brumel und anonymen Komponist(-inn)-en; etliche Werke erstmals auf Tonträger.
- Missa el Ojo: die Messe Missa el Ojovon Francisco de Peñalosa, erstmals auf Tonträger, sowie eine Auswahl von lateinischen Motetten desselben Komponisten.
- Hear the Voice and Prayer: englische geistliche Musik von Henry Purcell, Thomas Tallis, Orlando Gibbons, John Dowland und weiteren, anonymen Komponisten der Renaissance.
- Pierre de la Rue: Werke von Pierre de la Rue, u. a. Missa O Gloriosa Margaretha.
- Musik über Tisch: deutsche geistliche Musik aus Musikdrucken des Wittenberger Verlegers Georg Rhau von Benedictus Ducis, Georg Forster, Balthasar Resinarius, Lupus Hellingk, Josquin des Prez und unbekannten Komponisten.